# ジェフェルソン・アンドラーデ・シケイラ
ジェフェルソン・アンドラージ・シケイラ（Jefferson Andrade Siqueira, 1988年1月6日 - ）は、ブラジル・サンパウロ州グアルーリョス出身のサッカー選手。ポジションはFW。

## 経歴
2008年夏に、ACFフィオレンティーナのSDパンタレオ・コルヴィーノが青田買いした選手。母国ブラジルとイタリアの二重国籍を保有。2009年夏、フロジノーネ・カルチョへレンタル移籍し、2010年1月にはSSカッシーノへ移籍する。その後もレンタルを繰り返し、フィオレンティーナでのリーグ戦出場の機会はなかった。
2012年7月4日、前シーズンにローンでプレーしていたレガ・プロ・プリマ・ディヴィジオーネのUSラティーナ・カルチョに完全移籍し、2012-13シーズンのコッパ・イタリア・レガ・プロ優勝を経験した。2014年8月5日、セリエBのASリヴォルノ・カルチョに加入したが、1シーズンでラティーナに復帰し2年契約を結んだ。2016年1月5日、レガ・プロのカゼルターナFCに期限付き移籍することが決定。
同年8月31日、SSテーラモ・カルチョと1年契約を交わした。

## タイトル
パラナ
- カンピオナート・パラナエンセ : 2006

ラティーナ
- コッパ・イタリア・レガ・プロ : 2012-13